# پاراد
پاراد (به مجاری:  Parád) یک منطقهٔ مسکونی در مجارستان است که در ناحیه پترواشارا واقع شده‌است. پاراد ۳۷٫۲۰ کیلومتر مربع مساحت و ۲٬۱۵۰ نفر جمعیت دارد.